# Evelin Rivera
Evelin Rivera Blanquet (* 3. Dezember 1997 in Turbo) ist eine kolumbianische Leichtathletin, die sich auf den Sprint spezialisiert hat.

## Sportliche Laufbahn
Erste Erfahrungen bei internationalen Meisterschaften sammelte Evelin Rivera im Jahr 2014, als sie bei den Juniorenweltmeisterschaften in Eugene mit 12,17 s und 24,45 s jeweils in der ersten Runde über 100 und 200 Meter ausschied. Anschließend startete sie im 100-Meter-Lauf bei den Olympischen Jugendspielen in Nanjing und wurde dort in 12,11 s Dritte im B-Finale. Daraufhin siegte sie bei den Jugendsüdamerikameisterschaften in Cali in 11,72 s über 100 Meter sowie in 23,93 s auch im 200-Meter-Lauf. Im Jahr darauf schied sie bei den Panamerikanischen Juniorenmeisterschaften in Edmonton mit 11,75 s und 24,61 s jeweils in der ersten Runde über 100 und 200 Meter aus und 2016 schied sie bei den Ibero-Amerikanischen Meisterschaften in Rio de Janeiro mit 11,59 s im Vorlauf über 100 Meter aus und belegte mit der kolumbianischen 4-mal-100-Meter-Staffel in 44,14 s den vierten Platz. Anschließend belegte sie bei den U20-Weltmeisterschaften in Bydgoszcz in 11,59 s den fünften Platz über 100 Meter und gewann in 23,21 s die Silbermedaille im 200-Meter-Lauf. Im August nahm sie über 100 Meter an den Olympischen Sommerspielen in Rio de Janeiro teil und kam dort mit 11,59 s nicht über die Vorrunde hinaus. Daraufhin siegte sie bei den U23-Südamerikameisterschaften in Lima in 11,74 s über 100 Meter und gewann in 24,01 s die Silbermedaille über 200 Meter hinter der Brasilianerin Vitória Cristina Rosa. 2018 belegte sie bei den Zentralamerika- und Karibikspielen in Barranquilla in 44,19 s den vierten Platz in der 4-mal-100-Meter-Staffel. Anschließend gewann sie bei den U23-Südamerikameisterschaften in Cuenca in 23,69 s die Bronzemedaille über 200 Meter hinter der Brasilianerin Rosa und Anahí Suárez aus Ecuador und gelangte über 100 Meter mit 11,78 s auf Rang vier. Zudem sicherte sie sich in der 4-mal-100-Meter-Staffel in 45,57 s die Bronzemedaille hinter den Teams aus Ecuador und Chile.
Nach einer zweijährigen Wettkampfpause ab 2020 siegte sie 2022 in 44,52 s mit der 4-mal-100-Meter-Staffel bei den Juegos Bolivarianos in Valledupar und siegte anschließend bei den Südamerikaspielen in Asunción in 44,61 s gemeinsam mit Angélica Gamboa, Melany Bolaño und María Alejandra Murillo. Im Jahr darauf gewann sie bei den Südamerikameisterschaften in São Paulo in 44,18 s gemeinsam mit Angélica Gamboa, Shary Vallecilla und Melany Bolaño die Silbermedaille hinter dem brasilianischen Team. 2024 gewann sie bei den Ibero-Amerikanischen Meisterschaften in Cuiabá in 44,34 s die Silbermedaille im Staffelbewerb hinter Brasilien.
2018 wurde Rivera kolumbianische Meisterin im 100-Meter-Lauf sowie 2016 und 2022 in der 4-mal-100-Meter-Staffel.

## Persönliche Bestzeiten
- 100 Meter: 11,20 s (+0,7 m/s), 10. Juli 2016 in Medellín (kolumbianischer U20-Rekord)
- 200 Meter: 23,21 s (+0,6 m/s), 23. Juli 2016 in Bydgoszcz (kolumbianischer U20-Rekord)